# Sportens Voldgiftsret
Sportens Voldgiftsret (engelsk: Court of Arbitration for Sport (CAS), fransk: Tribunal arbitral du sport (TAS)) – på dansk også omtalt som Den internationale sportsdomstol eller CAS – er en uafhængig voldgiftret, som behandler sportsrelaterede tvister.
Sportens Voldgiftsret (CAS) blev oprettet i 1984 som en del af IOC men er i dag administreret og finansieret af Sportens Internationale Voldgiftsråd (ICAS). CAS har hovedsæde i Lausanne i Schweiz, men der findes også to underafdelinger i henholdsvis New York og Sydney. 
Voldgiftsretten har tilknyttet ca. 300 internationale voldgiftsdommere fra over 80 lande, der er udvalgt på baggrund af deres specialviden om voldgifter og sportsjura, og retten behandler ca. 200 sager om året.